# Vajrapani
 (octobre 2016).
Si vous disposez d'ouvrages ou d'articles de référence ou si vous connaissez des sites web de qualité traitant du thème abordé ici, merci de compléter l'article en donnant les références utiles à sa vérifiabilité et en les liant à la section « Notes et références ».
Vajrapāṇi (sanskrit : वज्रपाणि) ou « vajra (वज्र) en main (पाणि) » (ch. 金刚手, jīngāngshǒu (entre autres) ; ja. Shukongōshin (執金剛神) ou Kongō (金剛) ; ti. ཕྱག་ན་རྡོ་རྗེ། (Chana Dorje)) est l’un des huit grands bodhisattvas du vajrayāna. Il est protecteur de Bouddha et le « Porteur de vajra » (foudre-diamant).

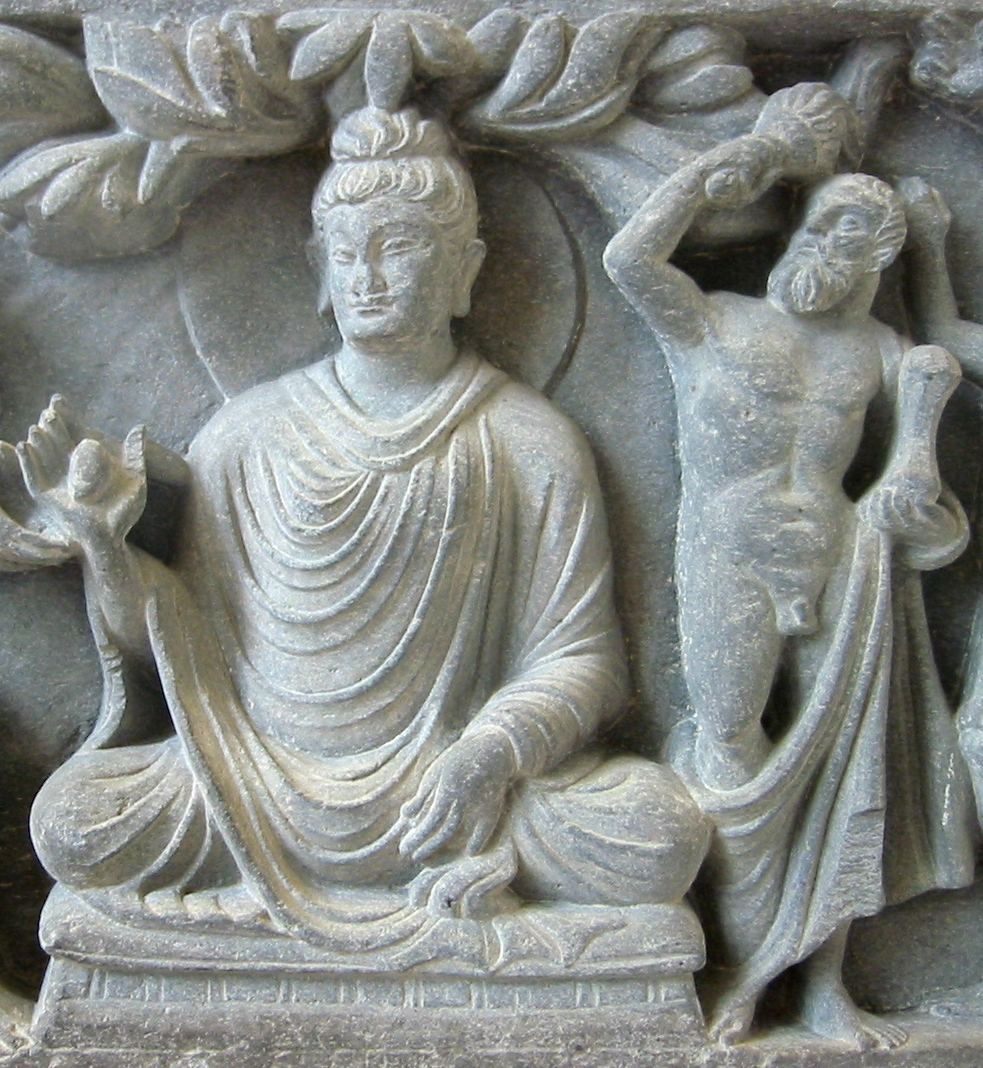
Bouddha réalisant un miracle devant des ascètes (détail), un personnage ayant le type d'une divinité grecque (Héraclès ou Zeus) porte la vajra, un foudre, stylisé (main gauche), et brandissant un chamara, ou chasse-mouche, insigne de la souveraineté du Bouddha. Art gréco-bouddhique du Gandhara. British Museum.

## Protecteur du Bouddha
C'est un bodhisattva. Il apparaît dès le IIe siècle dans l’iconographie mahāyāna comme doué d’une grande force et comme protecteur du Bouddha. Dans l’art gréco-bouddhique il ressemble à Héraclès ou Zeus, tenant en main une courte massue en forme de vajra, un foudre stylisé. On l'identifie au protecteur, « puissant comme un éléphant », qui aurait veillé sur Shākyamuni à sa naissance. De même, on prétend que c’est lui qui protégea le Bouddha d’un éboulement lors de son prêche au Pic des Vautours. Sa force le fait parfois confondre avec Mahasthamaprapta (Mahāsthāmaprāpta) ; comme lui, il est représenté accompagné d’Amitābha et d’Avalokiteśvara.

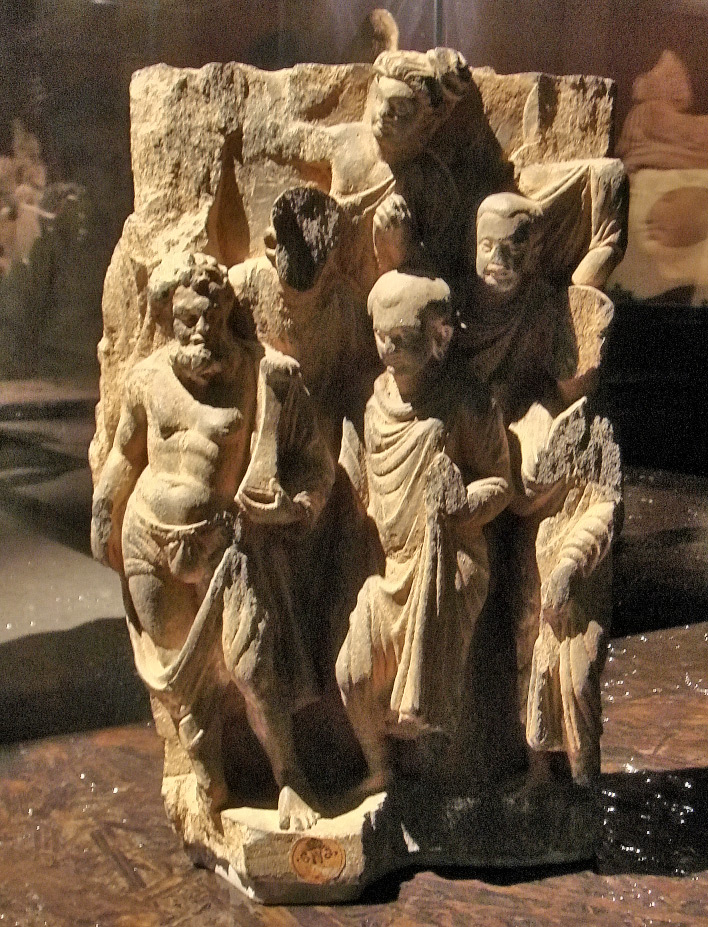
Vajrapani semblable à un Zeus portant un genre de pagne et un manteau (?). Musée Guimet.
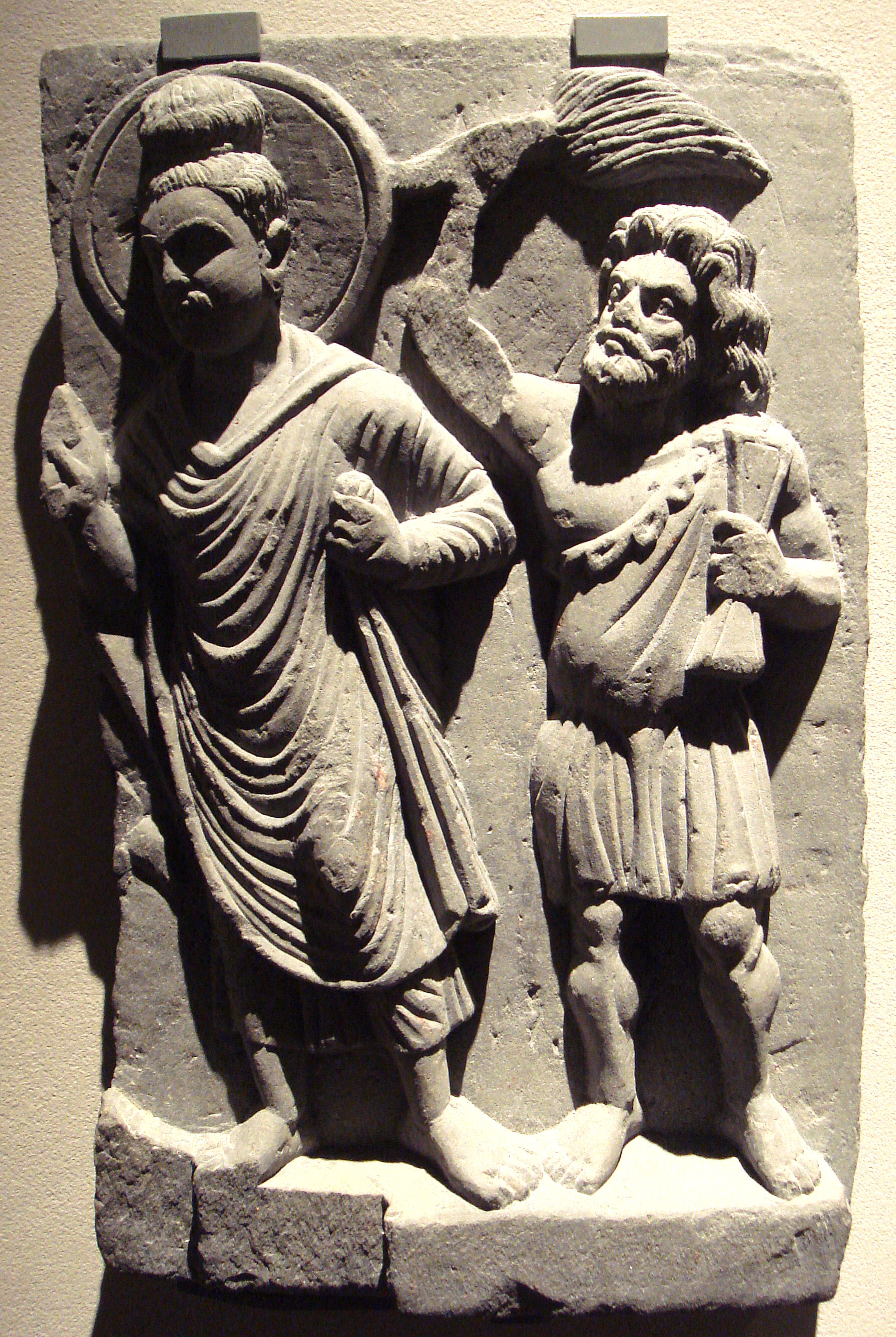
Vajrapani en Grec avec vajra et chamara (chasse-mouches), portant un chiton. Gandhara, IIe siècle. Berlin
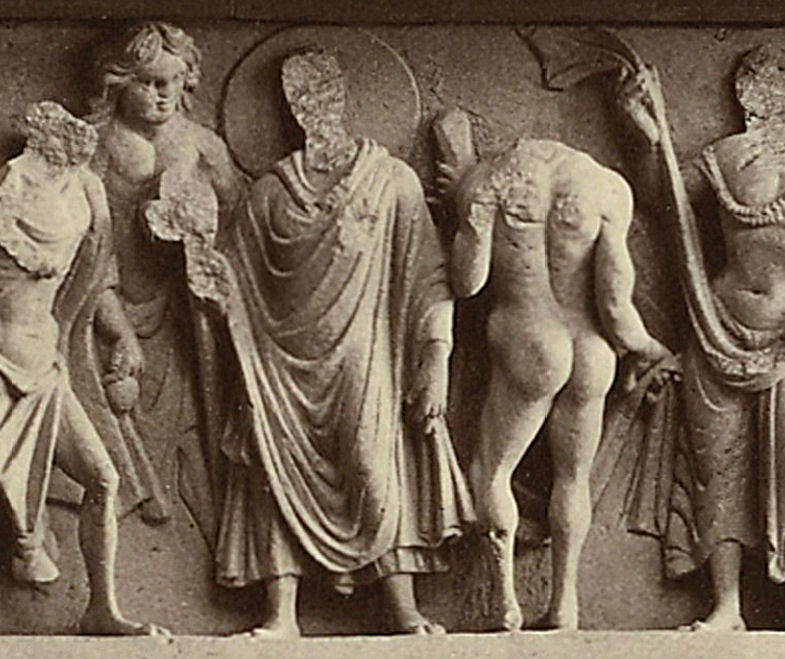
Vajrapani en Nu Grec de dos avec vajra. Jamal Garhi (en). Indian Museum, Calcutta
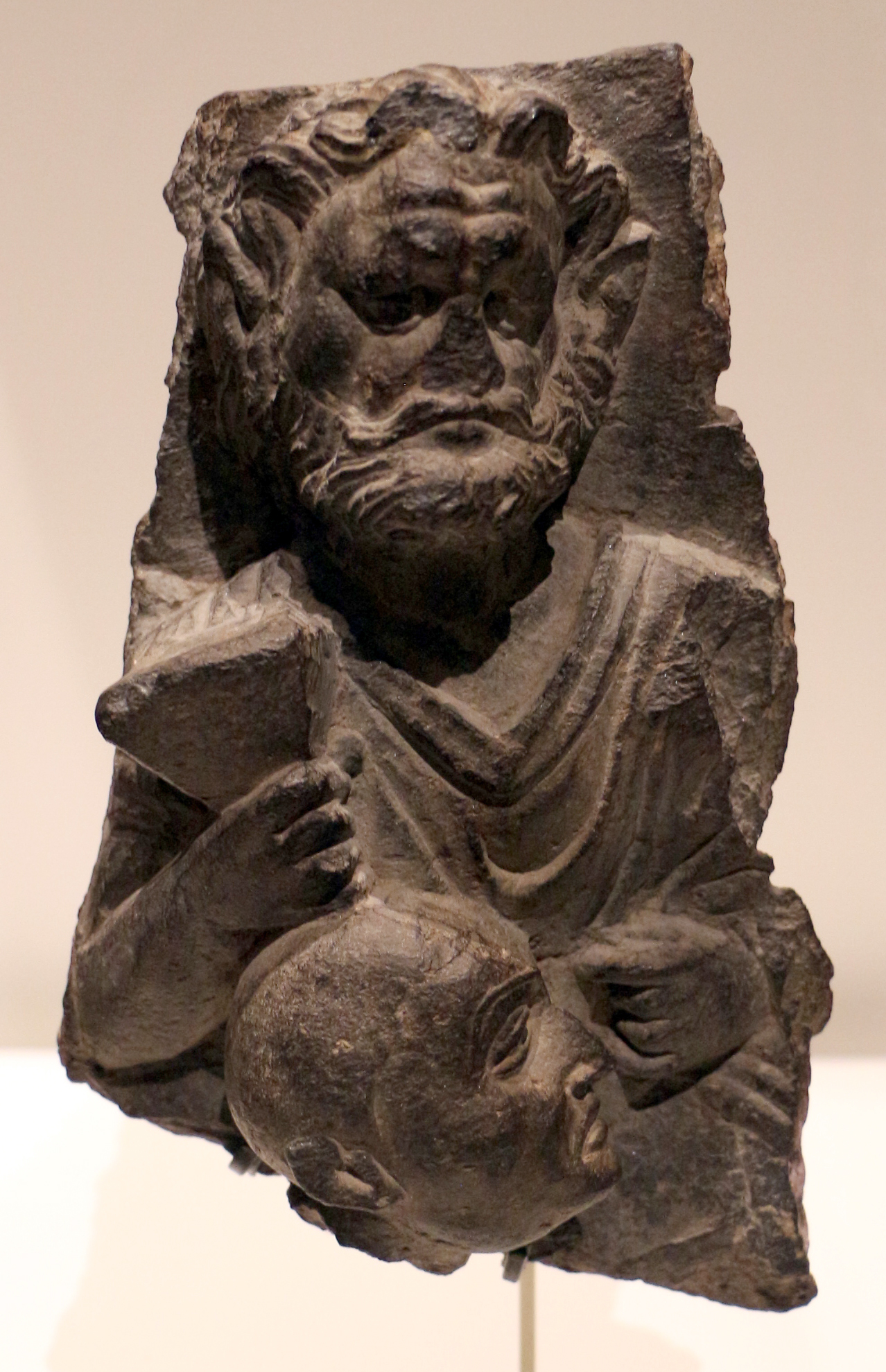
Visage de Vajrapani avec vajra et un moine. Gandhara IIe / Ve siècle. Asian art in the Indianapolis Museum of Art

## Émanation de bouddha

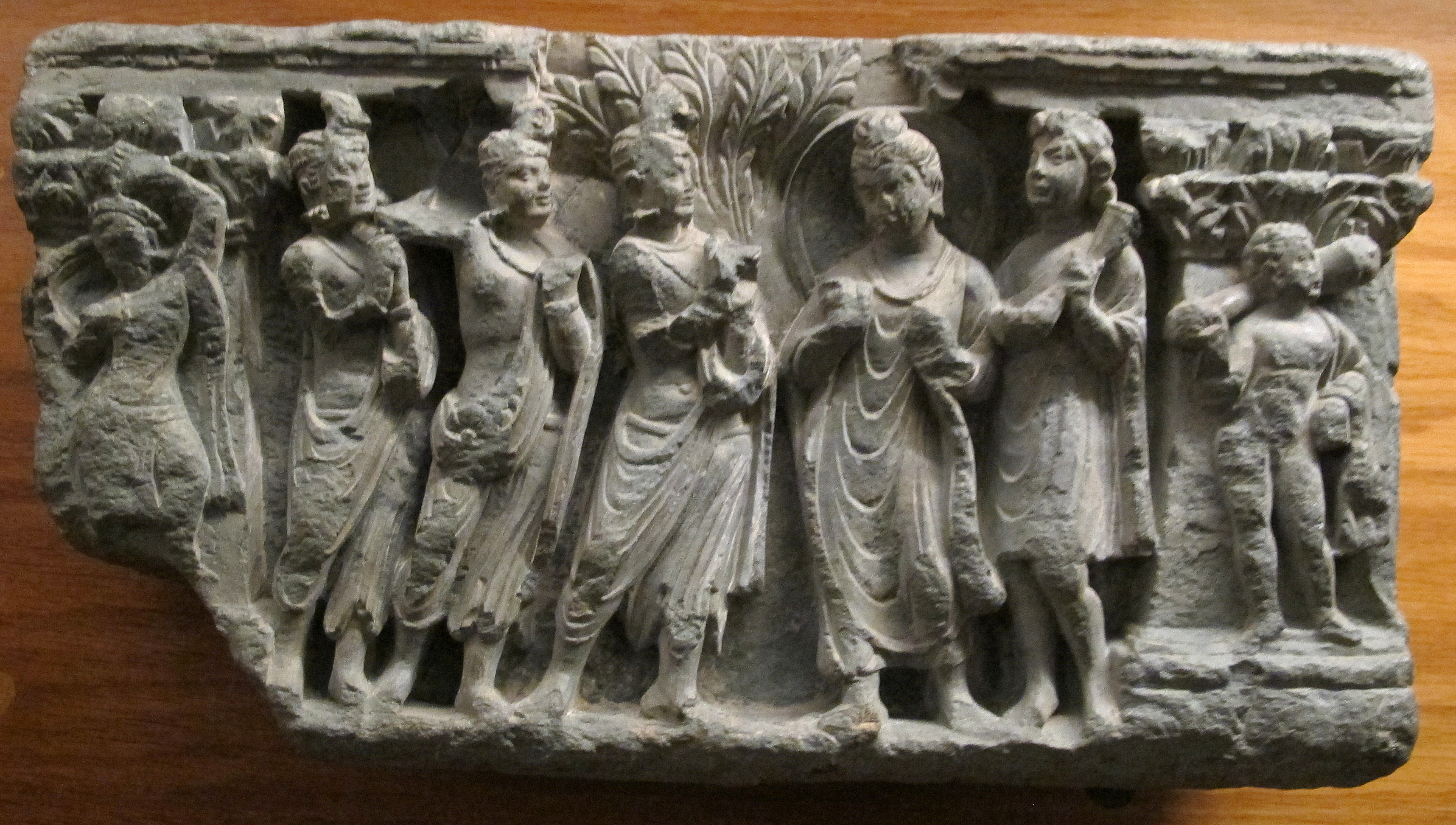
Une autre illustration plus indianisée de Vajrapani, avec son foudre stylisé, derrière le Buddha. Herakles apparait séparément avec une vraie massue, devant le pilier à droite. Rome. MNAO

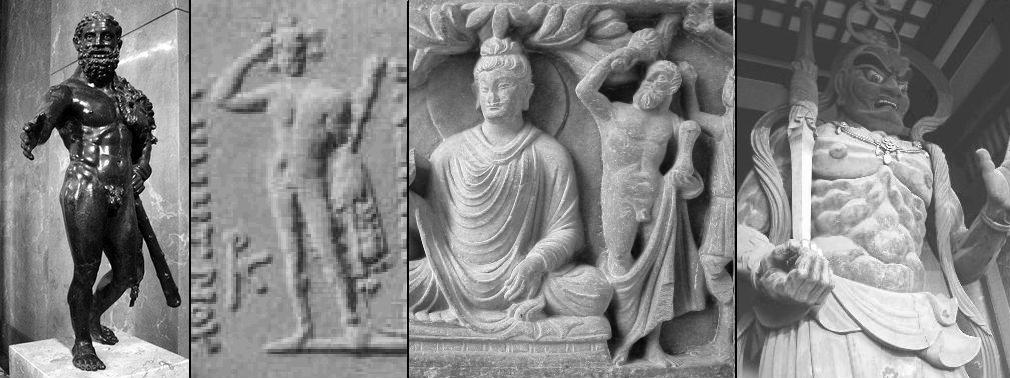
Evolution iconographique depuis le dieu Grec Heracles jusqu'au dieu japonais Shukongōshin.
1) Herakles (Musée du Louvre).
2) Heracles sur une monnaie du roi gréco-bactrien Démétrius I.
3 Vajrapani dans l'art du Gandhara.
4) Nio, Shukongōshin, dans le temple Bouddhique Sensō-ji au Japon.

Dans le bouddhisme vajrayāna, il peut être considéré comme une émanation d’Akshobhya, l’un des cinq bouddhas de méditation, chef de file de la lignée du vajra. 
Il peut aussi être vu comme la forme courroucée de Vajrasattva ou Vajradhara. Il a alors l’aspect d’une divinité protectrice féroce qui maintient les démons à distance et aide le méditant à vaincre ses pensées négatives. Dans cette fonction, on le représente dans la pose du guerrier (pratayalidha), une jambe repliée et l’autre tendue, tenant à bout de bras un vajra et dans l’autre main un lasso (vajra-pāśa) pour capturer les démons. Il porte une couronne de crânes, un collier de serpents, un pagne en peau de tigre. Sa peau est bleu foncé ou noire, un troisième œil s'ouvre sur son front. Comme Vajrasattva, il est « Seigneur des secrets » (Guhyapati). Émanation du Bouddha primordial dans le bouddhisme tantrique tibétain, Vajradhara ou Samantabhadra, il concentre alors en lui la sagesse et la force de tous les bouddhas. Il est souvent représenté accompagné de Mañjuśrī, manifestation de la sagesse, et d’Avalokiteśvara (compassion). Sous sa forme non courroucée, il se confond en pratique avec Vajrasattva.8

## Influence hindoue
Connu également dans l’hindouisme, il a hérité de certains traits du dieu Shakra ou Indra. Comme lui, il commande la pluie. Le Bouddha lui a donné la responsabilité des Nāgas (et serpents) qui contrôlent les précipitations. Pour les contrer, il est capable de prendre la forme de leur ennemi le garuda. C’est également un dieu protecteur, ennemi des titans qui possèdent le poison halahala. Les thangkas où il apparaît avec Hayagriva (identifié à Avalokiteśvara) , avatar de Vishnou et un garuda (identifié à Vairocana) protègent contre les maladies.    

## Bouddhisme tibétain
Varjapani dans le bouddhisme tibétain représente la force et le pouvoir des bouddhas, complétant la trilogie des qualités de l'Eveil qu'il incarne avec Aloekiteshvara (la compassion) et Manjushri (la connaissance), ce "trio" représente la volonté d'aider (Aloekiteshvara : la compassion), comment aider (Manjushri : la sagesse) et de pouvoir le faire (Varjapani : la puissance)

## Autres
Il est parfois confondu avec le bodhisattva Sarvanivarana-Vishkambhin (Dripa Namsal), « celui qui renverse les obstacles ». Il est alors représenté avec Avalokiteśvara à qui il rend hommage à Varanasi.
Au Japon, son image a inspiré les Niō (仁王 roi bienveillant), deux figures courroucées qui gardent l’entrée des temples.